# 穆納河 (勒拿河支流)
穆納河是俄羅斯的河流，屬於勒拿河的左支流，由薩哈共和國負責管轄，河道全長715公里，流域面積約30,100平方公里，發源自中西伯利亞高原，河水主要來自融雪和雨水。